# Herbert Vorgrimler
Herbert Vorgrimler (Freiburg im Breisgau, 1929. január 4. – Münster, 2014. szeptember 12.) német római katolikus teológus, egyetemi tanár, szakíró. Karl Rahner tanítványaként a teológiai örökségét vitte tovább. Sok könyvét lefordították más nyelvekre is, különösen a „Teológiai kisszótárt”, amelyet 1961-ben írt Rahnerrel, és amelyet 2000-ben „Új teológiai szótár” név alatt dolgozott át. Több könyve spirituális meditáció is.

## Élete
Teológiát és filozófiát tanult Freiburgban és Innsbruckban. 1953-ban szentelték pappá. 1958-ban doktorált Karl Rahner vezetésével dogmatika tárgyból. Tizenegy évig ő volt Rahner legközelebbi munkatársa, 1963 óta pedig több könyvet írt a gondolatairól és az életéről. Ő volt a legfontosabb munkatársa a Rahner által kiadott tízkötetes Teológiai és Egyházi Lexikonnak is, majd később a II. Vatikáni Zsinat határozatairól szóló háromkötetes kommentár szerkesztője volt.
VI. Pál pápa megbízásából párbeszédet folytatott a szabadkőművesekkel. 1968-ban a luzerni teológiai fakultás dogmatika professzora lett. 
1972-ben Karl Rahner utódjaként Münsterbe ment, a Vesztfáliai Vilmos Egyetemre, ahol 1994-es nyugdíjazásáig az egyetem katolikus teológiai karán tanított. Fő területe az istentan, a szentségek és az eszkatológia, valamint a vezeklés és a betegek kenetének dogmatörténete, a pokol, a paradicsom (menny) története volt.
Az egyetemi munkája mellett a Vatikán és a Német Püspöki Konferencia tanácsadójaként is dolgozott. 1968 és 1974 között Franz König bíboros munkatársa volt. 
1994-től 2004-ig a Német Püspöki Konferencia "Zsidókérdések" munkacsoportjának tagja volt. Számos utazása során barátait, köztük püspököket és orvosokat vezette a Közel-Kelet „szent földjein”.

## Magyarul megjelent művei
- Karl Rahner–Herbert Vorgrimlerː Teológiai kisszótár; ford. Endreffy Zoltán, közrem. Kuno Füssel; Szt. István Társulat, Bp., 1980
- Új teológiai szótár; szerk. Mártonffy Marcell, ford. Ábrahám Zoltán et al.; Göncöl, Bp., 2006